# Michael Jerome
Michael Jerome Moore, né à Wichita, Kansas, est un musicien de rock américain et batteur.
Michael Jerome est ancien  membre des groupes The Toadies (1990–91), Course of Empire (1994–1998) et de Pleasure Club de James Hall, formé en 2002. Il fut  aussi membre des Saginaw, Texas band Pop Poppins. Jerome  rejoint en 2009, Better than Ezra, groupe basé à La Nouvelle-Orléans. L’album Paper Empire marque les débuts  de Michael Jerome avec le groupe.
Michael Jerome est atteint d’hyperlaxie et est ambidextre ce qui lui permet de développer un jeu de batterie excessivement  original. 
Jerome a joué avec de nombreux artistes et apparaît sur de très nombreux albums. Il a ainsi joué en 2004  sur l’album Sanctuary  de  Charlie Musselwhite et a aussi tourné et enregistré avec les Blind Boys of Alabama, John Cale,  Richard Thompson, Anna Egge, Tom Freund.
Il a notamment enregistré  4 albums avec John Cale - blackAcetate (2005), Circus Live (2007), Extra Playful (2011) and Shifty Adventures in Nookie Wood (2012) et  7 avec Richard Thompson.
Jerome  réside  à Hollywood, Californie.

## Discographie[2]
Avec Better Than Ezra
- Paper Empire (2009)

Avec The Blind Boys of Alabama
- Spirit of the Century (2001)
- Go Tell It on the Mountain (2003)
- Atom Bomb (2005)

Avec John Cale
- blackAcetate (2005)
- Circus Live (2007)
- Extra Playful (2011)
- Shifty Adventures in Nookie Wood (2012)

Avec Course of Empire
- Initiation (1994)
- Telepathic Last Words (1998)

Avec Robin Danar
- Altered States (2008)

Avec Ana Egge
- Road to My Love (2009)

Avec Nina Ferraro
- The Promise (2010)

Avec Tom Freund
- Fit to Screen (2009)

Avec Steve Forbert
- Over with You (2012)

Avec Alyssa Graham
- The Lock, Stock, and Soul (2011)

Avec k.d. lang
- Recollection (2010)

Avec Sara Lov
- The Young Eyes (2008)
- Seasoned Eyes Were Beaming (2009)

Avec Shelby Lynne
- Thanks (2013)

Avec Taj Mahal
- Maestro (2008)

Avec Meiko
- Meiko (2008)

Avec Charlie Musselwhite
- One Night in America (2001)
- Sanctuary (2004)

Avec Keaton Simons
- Can You Hear Me (2008)

Avec Brandi Shearer
- Love Don't Make You Juliet (2009)

Avec Pleasure Club
- Here Comes the Trick (2002)
- The Fugitive Kind (2004)

Avec Bill Purdy
- Move My Way (2008)

Avec Po' Girl
- Deer in the Night (2009)

Avec Pop Poppins
- Delight in Disorder (1991)
- Pop Poppins (1993)

Avec Richard Thompson
- Semi-Detached Mock Tudor (2002)
- 1000 Years of Popular Music (2003)
- The Old Kit Bag (2003)
- Sweet Warrior (2007)
- Live Warrior (2009)
- Dream Attic (2010)
- Electric (2013)

Avec Ben Ottewell
- Shapes & Shadows (2011)

Avec Wavves
- Afraid of Heights (2013)

Avec Slash
- Orgy of the Damned (2024)